# Brian Krause
Brian Jeffrey Krause (n. 1 februarie 1969) este un actor american.

## Filmografie

### Filme
| An   | Titlu                           | Rol                  | Note                          |
| ---- | ------------------------------- | -------------------- | ----------------------------- |
| 1991 | An American Summer              | Joey                 |                               |
| 1991 | Return to the Blue Lagoon       | Richard Lestrange jr |                               |
| 1991 | December                        | Tim Mitchell         |                               |
| 1992 | Sleepwalkers                    | Charles Brady        |                               |
| 1993 | The Liars' Club                 | Pat                  |                               |
| 1994 | Family Album                    | Greg Thayer          | Film TV                       |
| 1995 | Naked Souls                     | Edward               |                               |
| 1995 | Extreme Blue                    | Bart                 |                               |
| 1995 | Breaking Free                   | Clay Nelson          |                               |
| 1996 | Mind Games                      | Matt Jarvis          |                               |
| 1998 | Get a Job                       | Mike                 |                               |
| 1999 | Dreamers                        | Pete                 |                               |
| 1999 | Trash                           | Will Fowler          |                               |
| 2000 | The Party                       | The Husband          |                               |
| 2005 | In the Blink of an Eye          | Jay                  |                               |
| 2006 | To Kill a Mockumentary          | Danson               |                               |
| 2007 | Protecting the King             | Jeff                 |                               |
| 2008 | Jack Rio                        | Billy Rafferty       |                               |
| 2008 | Warbirds                        | Jack Toller          |                               |
| 2008 | Triloquist                      | Detective            |                               |
| 2008 | Beyond Loch Ness                | James Murphy         |                               |
| 2008 | The Thacker Case                | Jason Michaels       |                               |
| 2008 | A Seductress in My Blouse       | Michael Taylor       |                               |
| 2009 | Desertion                       | Brandon              |                               |
| 2009 | Nowhere to Hide                 | Edward Crane         |                               |
| 2009 | Growth                          | Marco                |                               |
| 2009 | 2012: Supernova                 | Kelvin               |                               |
| 2009 | The Gods of Circumstance        | Jim Jeff Jones       |                               |
| 2009 | Hospital Daughter               | Dr. Tyler Stevenson  |                               |
| 2010 | The Secrets of Valleyoaks Cave  | Jason Patterson      |                               |
| 2010 | TBK: The Toolbox Murders        | Detective Shane Cole |                               |
| 2010 | You're So Cupid                 | Daniel Valentine     |                               |
| 2010 | Breaking into Hell              | Dale Wilkinson       |                               |
| 2010 | Cyrus                           | Cyrus Dancer         |                               |
| 2011 | Camel Spiders                   | N/A                  |                               |
| 2011 | Haunted Maze                    | Benedict Killer      | Said to be unreleased on IMDB |
| 2012 | The Unknown                     | Paul Baker           |                               |
| 2012 | Gemini Rising                   | Plummer              |                               |
| 2013 | Red Sky                         | Michael Banks        |                               |
| 2013 | Coffin Baby                     | Detective Cole       |                               |
| 2013 | The Studio Club                 | Matt Forester        | Credit și ca regizor          |
| 2013 | Ben and Becca                   | Ben                  | Film scurt                    |
| 2013 | Don't Shoot! I'm the Guitar Man | Jagger               |                               |
| 2013 | Christmas for a Dollar          | William Kamp         |                               |
| 2014 | Haunted Illusions               | Benedict Killer      |                               |

### Televiziune
| An        | Titlu                | Rol               | Note                               |
| --------- | -------------------- | ----------------- | ---------------------------------- |
| 1990      | Ann Jillian          | Tom               | episoadele "Love: 15", "The Crush" |
| 1993      | Tales from the Crypt | Tex Crandall      | episodul "House of Horror"         |
| 1995      | Walker, Texas Ranger | Billy Kramer      | episodul "Collision Course"        |
| 1996      | High Tide            | Scott Wilson      | episodul "Killshot"                |
| 1997–1998 | Another World        | Matt Cory         |                                    |
| 1998–2006 | Charmed              | Leo Wyatt         | 144 de episoade                    |
| 2007      | CSI: Miami           | Robert Whitten    | episodul "Cyber-lebrity"           |
| 2008      | The Closer           | Tom Merrick       | episodul "Controlled Burn"         |
| 2008      | Mad Men              | Kess              | episodul "The Mountain King"       |
| 2010      | Castle               | Father Aaron Lowe | episode "Under The Gun"            |

### Filme și miniseriale de televiziune
| An   | Titlu                                    | Rol                  | Note |
| ---- | ---------------------------------------- | -------------------- | ---- |
| 1989 | Match Point                              | Bart                 |      |
| 1990 | CBS Schoolbreak Special: "American Eyes" | Matt Henderson       |      |
| 1994 | Bandit: Bandit's Silver Angel            | Lynn                 |      |
| 1994 | Bandit: Beauty and the Bandit            | Lynn                 |      |
| 1994 | Bandit: Bandit Bandit                    | Lynn                 |      |
| 1994 | Bandit: Bandit Goes Country              | Lynn                 |      |
| 2006 | Ties That Bind                           | David                |      |
| 2007 | Devil's Diary                            | Father Mark Mulligan |      |
| 2010 | Next Stop Murder                         | Jeff                 |      |
| 2012 | Stalked at 17                            | Mark                 |      |
| 2014 | Expecting Amish                          | Hannah's Father      |      |

### Altele
| An   | Titlu      | Rol     | Note |
| ---- | ---------- | ------- | ---- |
| 2012 | Chad Vader | Himself |      |